# Ipiales
Ipiales é uma cidade e município da Colômbia, o departamento de Nariño. Está situada na fronteira com o Equador e separada da cidade equatoriana de Tulcán por uma ponte natural, produto da ação do rio Carchi. O lugar é conhecido como Rumichaca, que significa ponte de pedra em língua quéchua.
Ipiales se localiza geograficamente sobre o planalto de Túquerres, a uma altura de 2.898 metros acima do nível do mar, o qual lhe possibilta um clima frio agradável com uma temperatura média de 14ºC.

## Ver também

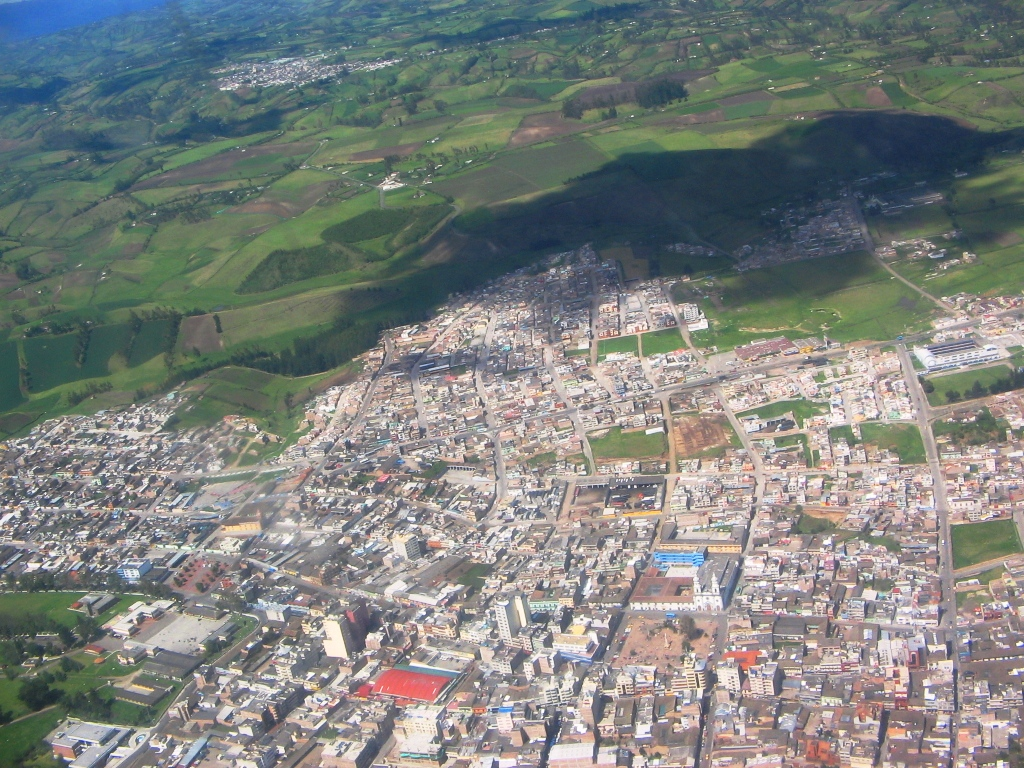
Ipiales.